# 李時春
李時春（1509年—？），字一元，號春溪，河南汝寧府光州人，軍籍，明朝政治人物。

## 生平
李時春中年始從劉繪遊，為文縱横跌宕，口若懸河。舉嘉靖十年（1531年）辛卯科河南鄉試第四名。嘉靖十七年（1538年）中式戊戌科會試第二十五名，登第二甲第九十三名進士。授户部主事。嘉靖二十三年（1544年）補吏部稽勳司郎中。有投同舍郎金者，時春得知此事，公之於衆，為同僚所忌，引疾家居。
嘉靖三十年（1551年），左遷浙江運判，与當事忤，終以计例免歸。潜于龜湖，留心兵務。一日，道出金陵，同乡部寺諸君饯之江浒，乃野服角巾，抵掌長嘯，旁無坐客，指索巨杯醇醪，一吸立盡，左右皆错愕引避。頃之，大嘘曰：「如我生江東，寧使中散步兵，擅雄名于晋耶！」。

## 著作
所著有《綽然亭集》。

## 家族
曾祖李魁；祖父李智；父李文章，母季氏。具庆下。